# Aeropuerto Internacional John F. Kennedy
El Aeropuerto Internacional John F. Kennedy (IATA: JFK, OACI: KJFK, FAA LID: JFK) (del inglés: John F. Kennedy International Airport), originalmente conocido como el Aeropuerto Idlewild, es un aeropuerto internacional ubicado en el barrio de Queens, en Nueva York, y sirve principalmente a la ciudad de Nueva York. Está a 16 millas (26 km) del centro de Nueva York.
El aeropuerto es operado por la Autoridad Portuaria de Nueva York y Nueva Jersey, que también opera tres aeropuertos en el área metropolitana de la ciudad de Nueva York (el Newark Airport, el LaGuardia y el Teterboro), pero el John F. Kennedy es el aeropuerto más grande de todos. Es la base de operaciones de JetBlue Airways y es aeropuerto de entrada principal internacional para Delta Air Lines y American Airlines.
JFK es el aeropuerto con mayor cantidad de entradas de pasajeros internacionales en Estados Unidos y también de encomiendas nacionales e internacionales. Las salidas internacionales de JFK representaron el 17 % de todos los pasajeros que viajaron diariamente en 2004, el porcentaje más grande en los Estados Unidos. En 2000, dirigió un promedio de 50 000 pasajeros internacionales al día. La ruta que conecta este aeropuerto con el Heathrow de Londres es la ruta más transitada en vuelos internacionales de Estados Unidos con más de 2,9 millones de pasajeros en 2000.
Aunque es conocido como el aeropuerto con mayor número de pasajeros internacionales también dirige vuelos nacionales, la mayoría a la costa oeste. En 2005 el aeropuerto dirigió más de 41 millones de pasajeros; el aeropuerto Newark Liberty con 33 millones de pasajeros, y el aeropuerto LaGuardia con 26 millones, lo que suma aproximadamente 100 millones de viajeros usando los aeropuertos de Nueva York haciendo que el espacio aéreo de la ciudad sobrepase al de la ciudad de Chicago como el más activo en los Estados Unidos.

## Historia

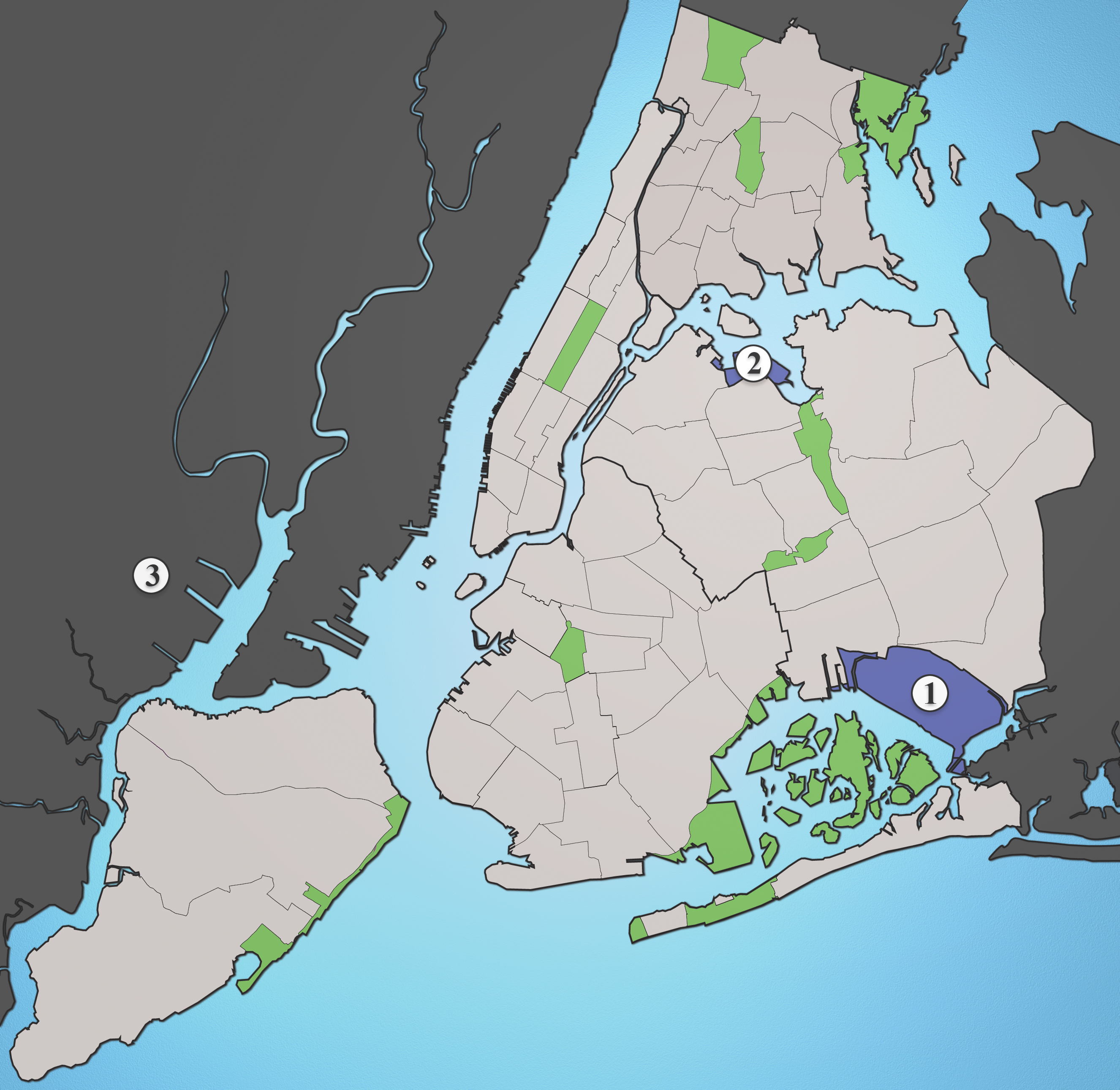
Mapa de la ciudad de Nueva York con las ubicaciones de los aeropuertos JFK (1), LaGuardia (2) y Newark (3)

El aeropuerto es operado por la Autoridad Portuaria de Nueva York y Nueva Jersey bajo un arriendo desde 1947. Actualmente, se estima que gracias a JFK hay 31 100 millones de dólares de actividad económica y da más de 207 000 empleos en el área metropolitana de Nueva York.
La construcción del aeropuerto empezó en 1942. Solamente se marcaron 4 km² del parque de golf Idlewild, de donde surgió el nombre original del aeropuerto.
Vio su primer vuelo comercial el 1 de julio de 1948 y fue bautizado como el Aeropuerto Internacional de Nueva York el 31 de julio de ese mismo año, aunque el nombre Idlewild era muy común y el código IATA era KIDL.
Mientras la aviación crecía, también Idlewild. La importancia de Nueva York como un centro internacional de negocios y comercio significaba que había una gran necesidad de más y más capacidad. 16 km² y ocho terminales serían añadidas al aeropuerto original. A través de los años, las aerolíneas ilustres de Estados Unidos hicieron del aeropuerto un aeropuerto principal para Pan Am, TWA, Eastern, National, Tower Air, American, Delta, JetBlue, Atlas Air Cargo y Flying Tiger Line.
La Terminal Temporaria de 1948 fue la única terminal hasta 1957, cuando se abrió el edificio de llegadas internacionales. Otras ocho terminales fueron construidas de 1958 a 1971, cada terminal diseñada por cada aerolínea principal del aeropuerto.

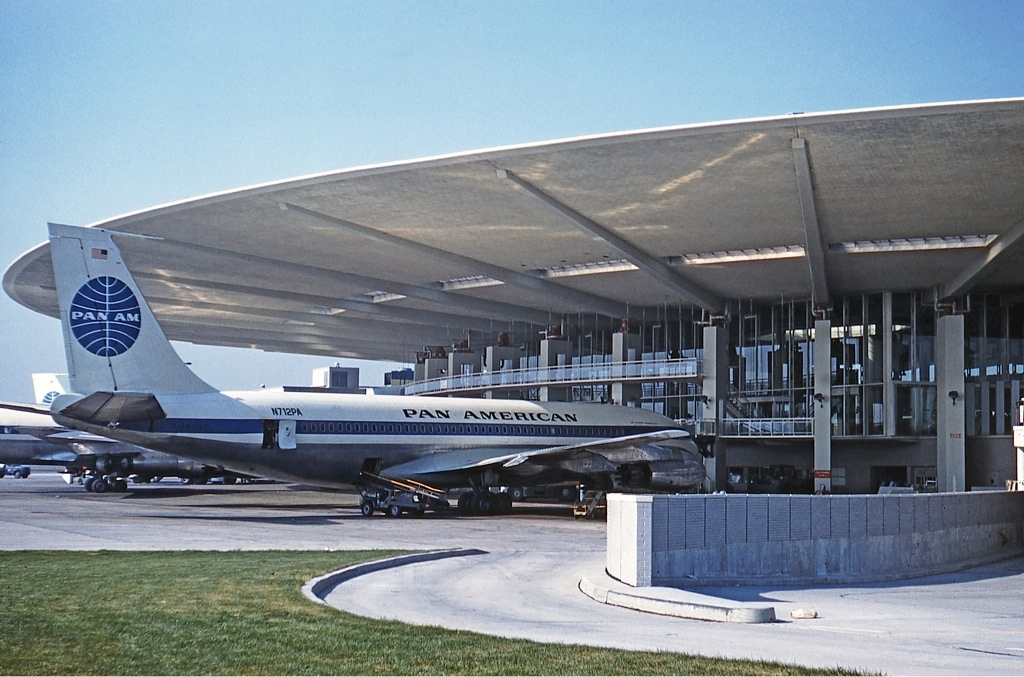
Un avión de Pan Am en el Pan Am Worldport (terminal 3)

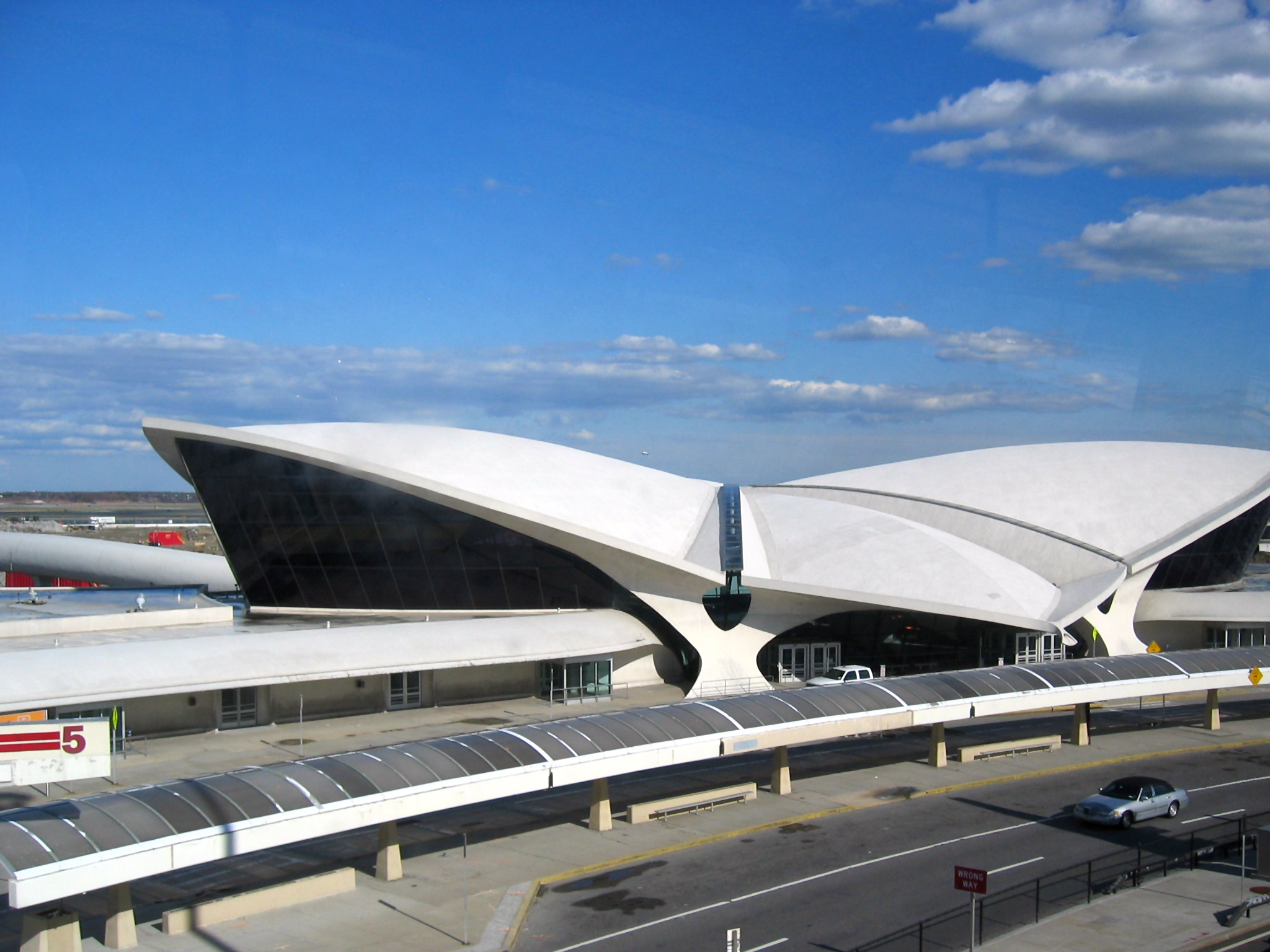
El Centro de Vuelos TWA, diseñado por Eero Saarinen

El Worldport (Pan Am), posteriormente denominado Terminal 3, se abrió en 1962 y fue demolida en 2013. Tenía un gran techo elíptico suspendido por 32 postes y cables. El techo se extendía desde la base de la terminal hasta el área de cargamento de pasajeros. La terminal tenía aeropasillos conectados de la terminal y que se podían mover fácilmente para dar al pasajero una caminata ligera desde la terminal al avión atracado.
El Centro de Vuelos TWA, ahora la Terminal 5, también fue abierta en 1962. Diseñado por Eero Saarinen fue hecho como un símbolo abstracto de la aviación. Es considerado como el edificio con la arquitectura más distinguida en el mundo y que sea una terminal. TWA ya no usa el edificio principal y ahora no está en uso. El edificio principal quedará como parte de la nueva Terminal 5 construida por JetBlue.
El aeropuerto fue renombrado como "Aeropuerto Internacional John F. Kennedy" en 1963, un mes después del asesinato del Presidente de los EE. UU. John F. Kennedy. Desde ese momento el aeropuerto recibió el nuevo código IATA JFK, y desde ese momento se refiere comúnmente por su abreviación.
El "Domo del Sol" fue abierto por National Airlines, diseñado por Pei Cob Freed & Partners. Ahora es usado por JetBlue y es conocido como la Terminal 6. Mientras el tráfico aéreo de Nueva York continuaba creciendo, las terminales 5 y 3 fueron modificadas para poder atender a los vuelos de Boeing 747. El avión supersónico Concorde tenía vuelos supersónicos transatlánticos operados por Air France y British Airways desde 1977 hasta 2003, cuando el Concorde fue retirado por ambas aerolíneas. JFK era el aeropuerto con más operaciones de aviones Concorde que cualquier otro del mundo.
El cargo de JFK fue víctima de los robos de Lufthansa heist en 1978 y el robo de Air France en 1967, inspirado por la novela Wiseguys de Nicholas Pileggi y Goodfellas por Martin Scorsese.
En 1998, el aeropuerto empezó la construcción del sistema de metro AirTrain JFK completado en 2003. Este sistema tiene rutas que se unen al sistema de metro de Nueva York y trenes comunitarios en Howard Beach y Ozone Park.
Después de los atentados del 11 de septiembre de 2001, el aeropuerto JFK fue uno de los primeros en el país en cerrarse temporalmente. Ese mismo año se abrió la Terminal 4.
El 19 de marzo de 2007, JFK fue el primer aeropuerto en los Estados Unidos que recibió el Airbus 380 con pasajeros a bordo, el vuelo experimental contenía más de 500 pasajeros, el vuelo fue operado por Lufthansa y Airbus y llegó a la Terminal 1.
En 2008 se inauguró la nueva Terminal 5. El Centro de Vuelos TWA, obra del arquitecto finés Eero Saarinen, fue conservado y abierto como hotel en 2019.

### Planes futuros
En 2020 se iniciaron las obras de renovación y ampliación de la Terminal 8. Se estima que esté completada en 2022.
En 2022 se espera que comiencen las obras de construcción de una nueva terminal, la cual reemplazará las existentes 1, 2 y 3, convirtiéndose en la más grande del aeropuerto. El edificio tendrá un costo de 9,500  millones de USD y su finalización está proyectada para el 2030.

## Instalaciones

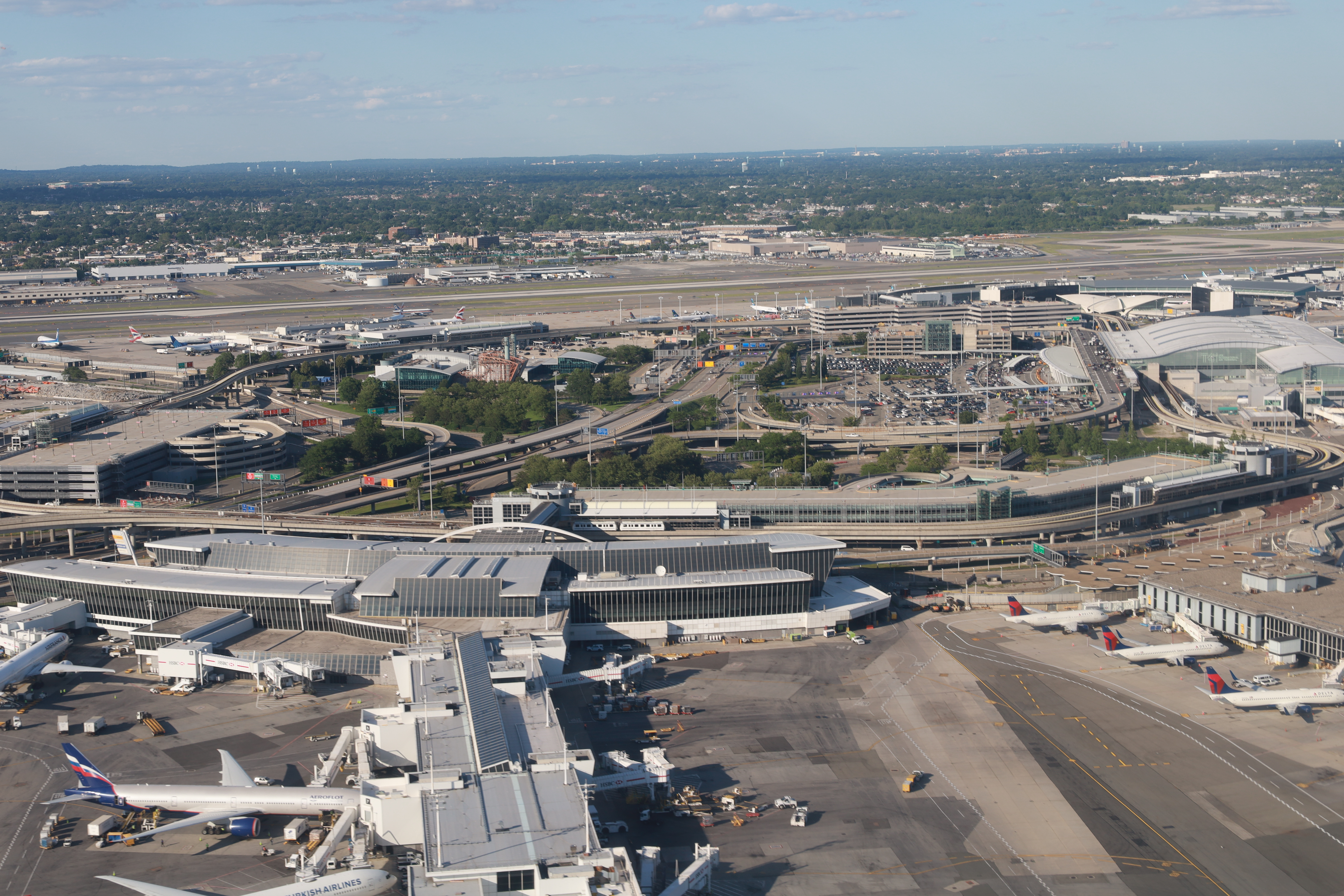
Vista aérea de las terminales en 2021.

### Terminales
JFK tiene cinco terminales activas, con 130 puertas en total. Las terminales están numeradas del 1 al 8, pero se saltan las terminales 2 (cerrada permanentemente en 2023), 3 (demolida en 2013) y 6 (demolida en 2011).
Los edificios de la terminal, a excepción de la antigua terminal Tower Air, están dispuestos en un patrón ondulado en forma de U deformado alrededor de un área central que contiene estacionamiento, una planta de energía y otras instalaciones del aeropuerto. Las terminales están conectadas por el sistema AirTrain y vías de acceso. La señalización direccional en todas las terminales fue diseñada por Paul Mijksenaar. Una encuesta de 2006 realizada por J.D. Power and Associates en conjunto con Aviation Week encontró que JFK ocupó el segundo lugar en satisfacción general de los viajeros entre los grandes aeropuertos de los Estados Unidos, detrás del Aeropuerto Internacional Harry Reid, que sirve al área metropolitana de Las Vegas.
Hasta principios de la década de 1990, cada terminal era conocida por la aerolínea principal que la atendía, excepto la Terminal 4, que se conocía como el Edificio de Llegadas Internacionales. A principios de la década de 1990, todas las terminales recibieron números, excepto la terminal Tower Air, que se encontraba fuera del área de Terminales Centrales y no estaba numerada. Al igual que los otros aeropuertos controlados por la Autoridad Portuaria, las terminales de JFK a veces son administradas y mantenidas por operadores de terminales independientes. En JFK, todas las terminales son administradas por aerolíneas o consorcios de las aerolíneas que las atienden, excepto la Terminal 4, operada por Schiphol Group. Todas las terminales pueden manejar llegadas internacionales que no cuenten con predespacho de aduana.
La mayoría de las conexiones entre terminales requieren que los pasajeros salgan del control de seguridad, luego caminen, usen un autobús de enlace o usen el AirTrain JFK para llegar a la otra terminal y luego vuelvan a pasar el control de seguridad.

#### Terminal 1

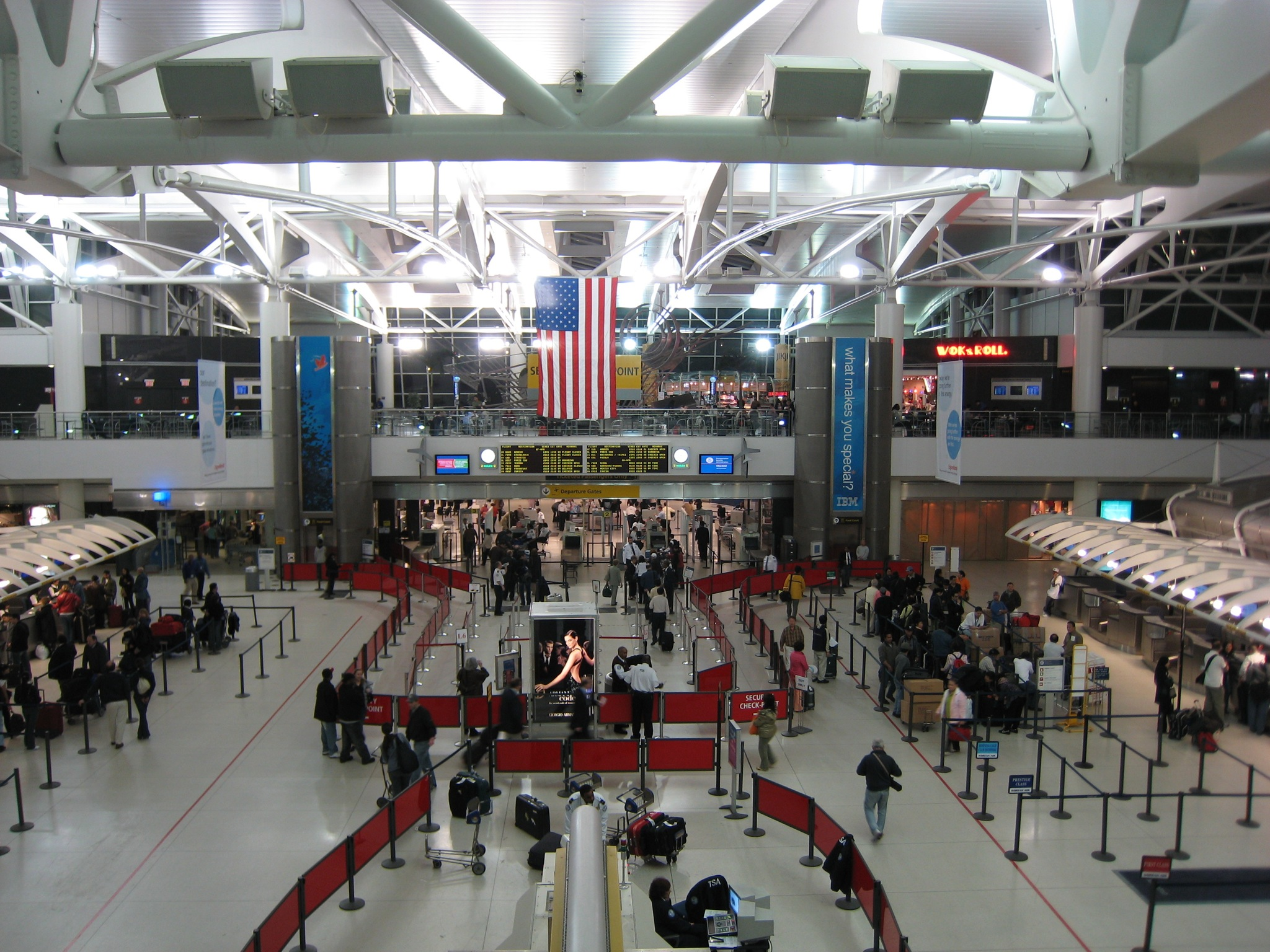
Terminal 1

La Terminal 1 abrió en 1998, 50 años después de la apertura de JFK, bajo la dirección de Terminal One Group, un consorcio de cuatro aerolíneas operativas clave: Air France, Japan Airlines, Korean Air y Lufthansa. Esta asociación se fundó después de que las cuatro aerolíneas llegaran a un acuerdo de que las instalaciones de las aerolíneas internacionales existentes en ese momento eran inadecuadas para sus necesidades. La terminal de Eastern Air Lines estaba ubicada en el sitio de la actual Terminal 1.
La Terminal 1 es atendida por las aerolíneas de SkyTeam: Aeroflot, Air France, China Eastern Airlines, ITA Airways, Korean Air, y Saudia; Star Alliance las aerolíneas Air China, Air New Zealand, Asiana Airlines, Austrian Airlines, Brussels Airlines, EgyptAir, EVA Air, Lufthansa, Swiss International Air Lines, TAP Air Portugal y Turkish Airlines; y las aerolíneas de Oneworld, Japan Airlines y Royal Air Maroc. Otras aerolíneas que operan en la Terminal 1 son Air Senegal, Air Serbia, Azores Airlines, Cayman Airways, Flair Airlines, Neos, Norse Atlantic Airways, Líneas Aéreas Filipinas, Viva, y Volaris.
La Terminal 1 fue diseñada por William Nicholas Bodouva + Associates. Esta y la Terminal 4 son las dos terminales del aeropuerto JFK con capacidad para manejar el avión Airbus A380, que Korean Air vuela en la ruta a Seúl-Incheon. Air France operó Concorde aquí hasta 2003. La Terminal 1 tiene 11 puertas.

#### Terminal 4

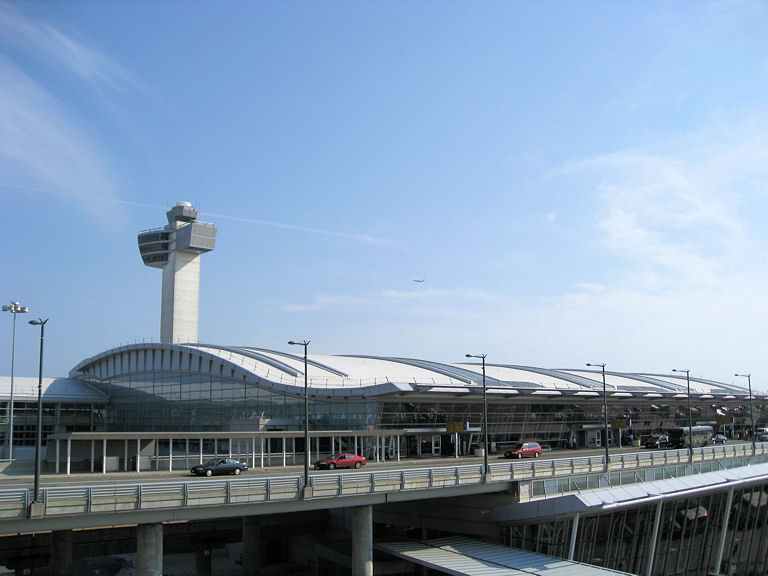
La Terminal 4 reemplazó al antiguo Edificio de Llegadas Internacionales en mayo de 2001.

La Terminal 4, desarrollada por LCOR, Inc., es administrada por Delta Terminal Jfk (IAT) LLC, una subsidiaria de Schiphol Group y fue la primera en los Estados Unidos en ser administrada por un operador aeroportuario extranjero. La Terminal 4 actualmente contiene 48 puertas en dos salas y funciona como el centro de Delta Air Lines en JFK. La Sala A (puertas A2–A12, A14-A17, A19 y A21) sirve principalmente a aerolíneas asiáticas y algunas europeas junto con vuelos de Delta Connection, mientras que la Sala B sirve principalmente a vuelos nacionales e internacionales de Delta y sus socios de SkyTeam.
Las aerolíneas que dan servicio a la Terminal 4 incluyen las aerolíneas de SkyTeam Aeroméxico, Air Europa, China Airlines, Delta Air Lines, Kenya Airways, y KLM; las aerolíneas de Star Alliance: Air India, Avianca, Copa Airlines, y Singapore Airlines; y las aerolíneas ajenas a la alianza Caribbean Airlines, El Al, Emirates, Etihad Airways, Hawaiian Airlines, JetBlue Airways (solo llegadas internacionales nocturnas), LATAM Brasil, LATAM Chile, Uzbekistan Airways, Virgin Atlantic, y WestJet. Al igual que la Terminal 1, la instalación es compatible con el Airbus A380 con el servicio proporcionado actualmente por Emirates (a Dubái; vuelos directos y de una escala a través de Milán) y Singapore Airlines (a Singapur a través de Fráncfort). A partir de 2019, solo una puerta (A6) en la Terminal 4 tiene tres pasarelas, que generalmente es el sistema más eficiente para abordar y descargar un A380.
Inaugurada a principios de 2001 y diseñada por Skidmore, Owings and Merrill, la instalación de 140 000 m2 (1.5 millones de pies cuadrados) se construyó con un costo de 1400  millones de USD y reemplazó al antiguo Edificio de Llegadas Internacionales (IAB) del JFK, que se inauguró en 1957 y fue diseñado por el mismo estudio de arquitectura. La nueva construcción incorporó una estación AirTrain en el entrepiso, una amplia sala de documentación y un área comercial de cuatro cuadras de largo.
La Terminal 4 ha visto múltiples expansiones a lo largo de los años. El 24 de mayo de 2013, la finalización de un proyecto de 1,400  millones de USD agregó inspección mecanizada de equipaje facturado, un punto de control de seguridad centralizado (consolidando dos puntos de control en una nueva ubicación en el cuarto piso), nueve puertas internacionales, instalaciones mejoradas de Oficina de Aduanas y Protección Fronteriza de los Estados Unidos y, en ese momento, el salón Sky Club más grande de la red de Delta. Más tarde ese año, la expansión también mejoró la conectividad de los pasajeros con la Terminal 2 al reforzar el servicio de autobús entre terminales JFK Jitney y construir una instalación dedicada de espera para autobuses de 8000 pies cuadrados junto a la puerta B20. También en 2013, Delta y la Autoridad Portuaria acordaron una expansión adicional de la Fase II de 175  millones de dólares que requería 11 nuevas puertas de embarque regionales para reemplazar la capacidad provista por las plataformas duras de la Terminal 2 y la Terminal 3 que pronto serán demolidas. Delta buscó financiamiento de la Agencia de Desarrollo Industrial de la Ciudad de Nueva York, y el trabajo en la Fase II se completó en enero de 2015.
Para 2017, los planes para expandir la capacidad de pasajeros de la Terminal 4 se lanzaron junto con una propuesta de modernización más significativa de JFK. A principios de 2020, el gobernador Cuomo anunció que la Autoridad Portuaria y Delta/IAT habían acordado los términos para extender la Sala A en 16 puertas nacionales, renovar las salas de llegada/salida y mejorar las carreteras del lado terrestre por 3,800 millones de dólares. Para abril de 2021, ese plan se había reducido a 1.5 mil millones de dólares en mejoras como resultado de las dificultades financieras impuestas por la Pandemia de COVID-19. El plan revisado requería la modernización de la sala de llegadas/salidas y solo diez puertas nuevas en la Sala A. La consolidación de las operaciones de Delta dentro de la T4 se produjo a principios de 2023, junto con la apertura de 10 puertas nuevas en la Sala A. Delta también abrirá un nuevo Sky Club en la Sala A junto con un club exclusivo para los clientes de Delta One, el Sky Club más grande de la aerolínea, a principios de 2024. Se espera que la expansión de la Sala B de Delta se complete para el otoño de 2023.
En 2019, American Express comenzó la construcción de un salón Centurion que posteriormente se inauguró en octubre de 2020. La adición estructural extiende la casa principal entre la torre de control y la puerta A2 e incluye 15 000 pies cuadrados de comedores, bares y gimnasios.

#### Terminal 5

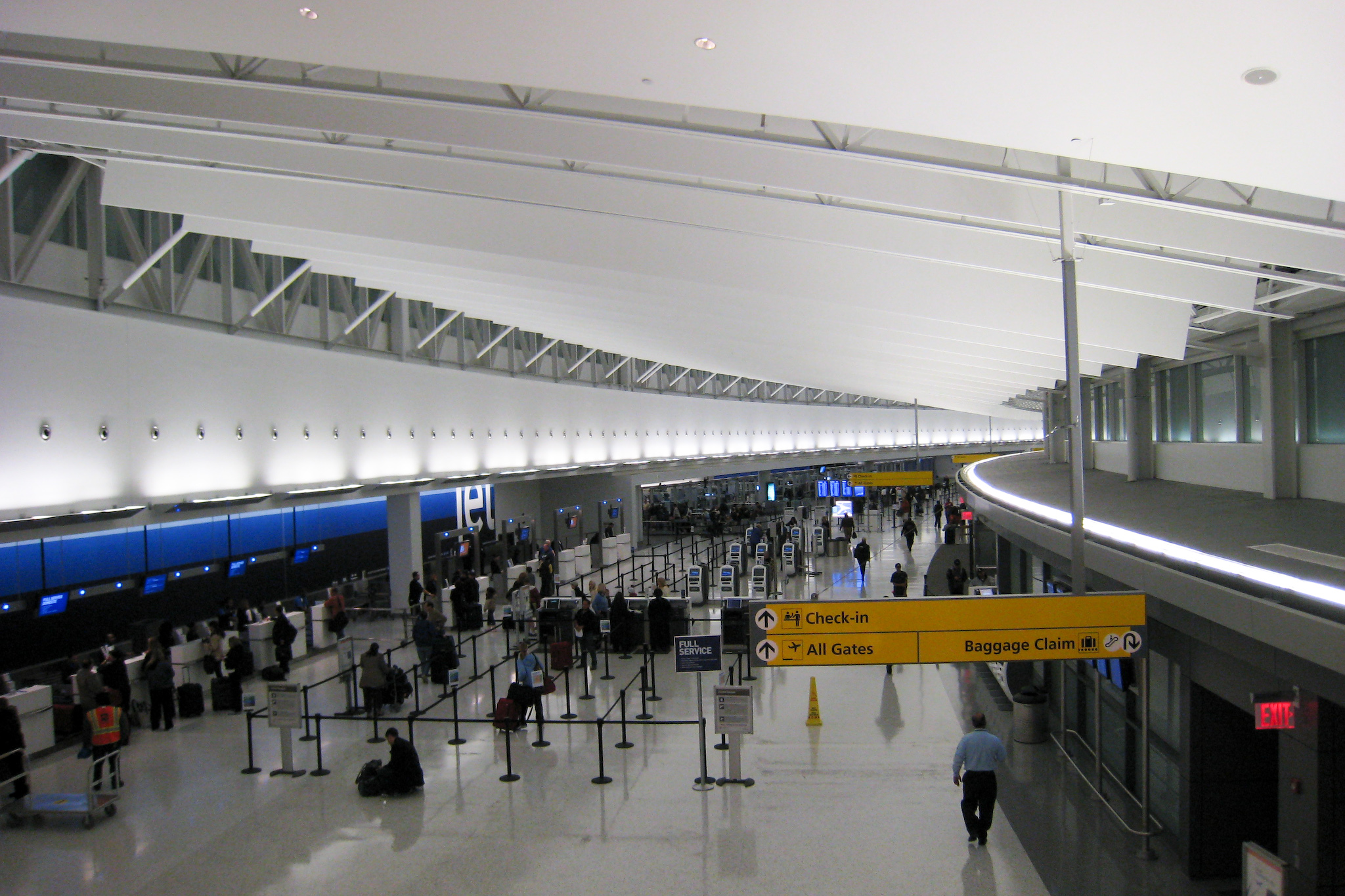
Terminal 5

La Terminal 5 se inauguró en 2008 para JetBlue Airways, el administrador y principal inquilino del edificio, como base de su gran base operativa JFK. La terminal también es utilizada por Cape Air y la aerolínea de bandera irlandesa Aer Lingus, cuyos vuelos que llegan a JFK desde Shannon y Dublín ya han sido autorizados previamente en Irlanda. Aer Lingus usó la Terminal 4 antes de introducir la autorización previa en Irlanda y se mudó a la Terminal 5 el 3 de abril de 2013. El 12 de noviembre de 2014, JetBlue inauguró la Terminal de arribos internacionales (T5i) en la terminal.
La terminal fue rediseñada por Gensler y construida por Turner Construction, y se encuentra detrás de la terminal conservada diseñada por Eero Saarinen, originalmente conocida como TWA Flight Center, que ahora está conectada a la nueva estructura y se considera parte de la Terminal 5. El TWA Flight Center reabrió como el TWA Hotel en mayo de 2019. El edificio activo de la Terminal 5 tiene 29 puertas: 1 a 12 y 14 a 30, con puertas 25 a 30 para vuelos internacionales que no están autorizados previamente (puertas 28 a 30 abiertas en noviembre de 2014).
La terminal tiene un punto de control previo de la TSA para controles de seguridad acelerados y está abierta de 3 a. m. a 11 p. m..
Airspace Lounge abrió una sala de aeropuerto cerca de la Puerta 24 en julio de 2013, y Aer Lingus abrió una sala de aeropuerto en 2015. La terminal abrió un salón en la azotea abierto a todos los pasajeros en 2015, T5 Rooftop & Wooftop Lounge, ubicado cerca de la Puerta 28. En agosto de 2016, JetBlue seleccionó a Fraport USA como desarrollador de concesiones para ayudar a atraer y administrar arrendatarios de concesiones que se alineen con la visión de JetBlue para la Terminal 5. Durante el verano de 2016, JetBlue renovó la Terminal 5 y reacondicionó por completo el vestíbulo de facturación. en 2018, el Airspace Lounge de la terminal cerró.

#### Terminal 7

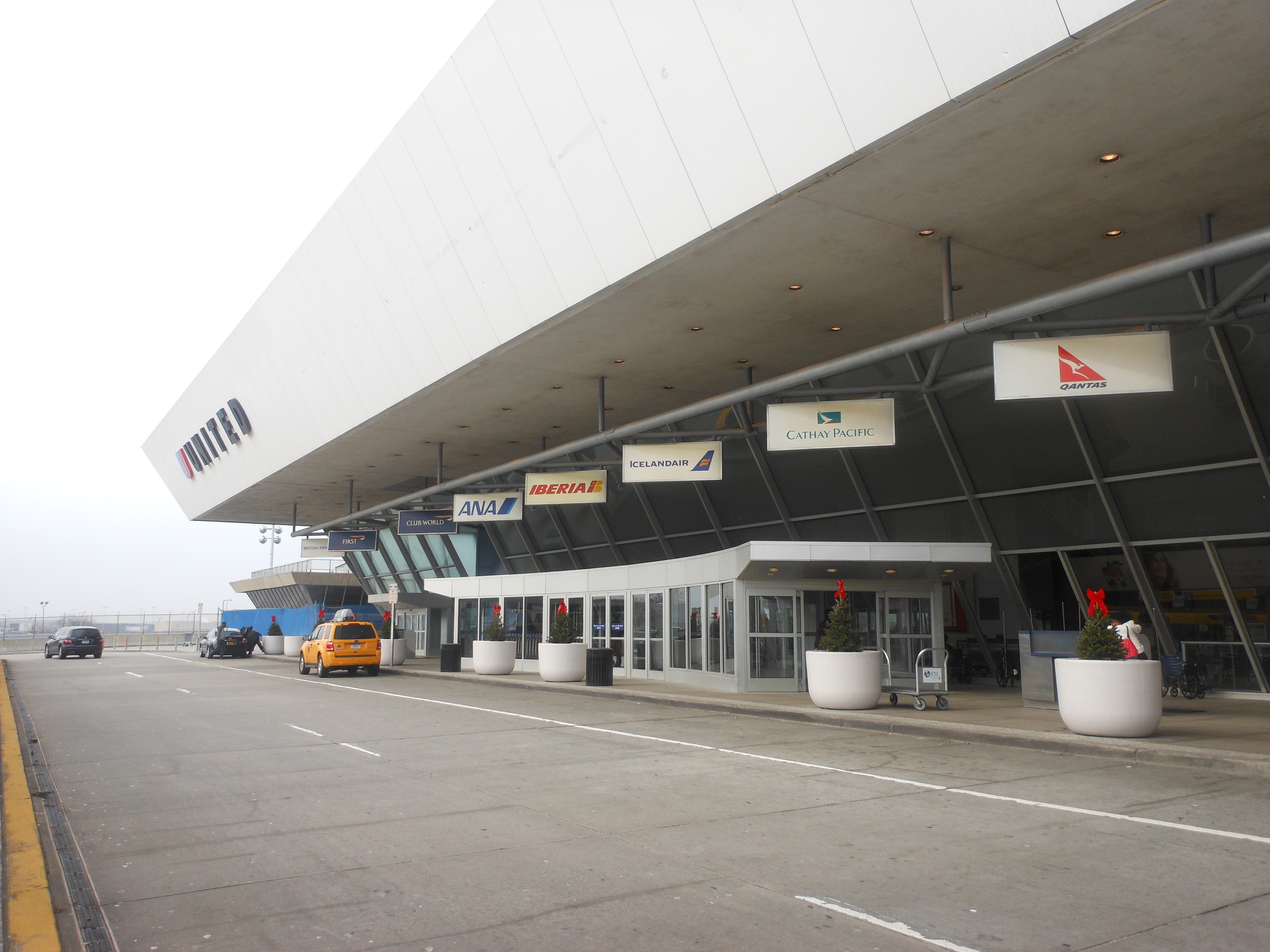
Terminal 7 –Nivel de salidas.

La Terminal 7 fue diseñada por GMW Architects y construida para BOAC y Air Canada en 1970. Anteriormente, la terminal era operada por British Airways y también era la única terminal aeroportuaria operada en territorio estadounidense por una aerolínea extranjera. Sin embargo, la Terminal 1 es operada por un consorcio de transportistas extranjeros que prestan servicios en el edificio.
Las aerolíneas que operan desde la Terminal 7 incluyen la aerolínea Oneworld Alaska Airlines, las aerolíneas de Star Alliance All Nippon Airways, LOT Polish Airlines, y Scandinavian Airlines System; la aerolínea de SkyTeam Aerolíneas Argentinas; y las aerolíneas que no pertenecen a ninguna alianza Condor, Icelandair, Kuwait Airways y Ukraine International Airlines.
Entre 1989 y 1991, la terminal fue renovada y ampliada por 120  millones de dólares. La expansión fue diseñada por William Nicholas Bodouva + Associates, Architects. En 1997, la Autoridad Portuaria aprobó los planes de British Airways para renovar y ampliar la terminal. El proyecto de 250  millones fue diseñado por Corgan Associates y se completó en 2003. La terminal renovada tiene 12 puertas.
En 2015, British Airways amplió su contrato de arrendamiento de la terminal hasta 2022, con una opción de otros tres años. BA también planeó gastar 65 millones $ para renovar la terminal. A pesar de ser operado por British Airways, un importante operador de A380, la Terminal 7 actualmente no puede manejar el tipo de avión. Como resultado, British Airways no pudo operar A380 en los lucrativos vuelos Londres-Heathrow a Nueva York, a pesar de que en 2014 hubo una campaña publicitaria de que British Airways lo haría. Sin embargo, British Airways planeó unirse a sus socios de Oneworld en la Terminal 8 y no ejerció sus opciones de arrendamiento en la Terminal 7. La terminal ahora es operada por JFK Millennium Partners, un consorcio que incluye a JetBlue, RXR Realty y Vantage Airport Group, que acabará por demoler la actual terminal. Al mismo tiempo, se comenzará a construir una nueva Terminal 6 que servirá como reemplazo directo.
A fines de 2020, United Airlines anunció que regresaría a JFK en febrero de 2021 después de una pausa de 5 años. A partir del 28 de marzo de 2021, United operó un servicio transcontinental sin escalas desde la Terminal 7 hasta sus centros de la costa oeste en San Francisco y Los Ángeles. Sin embargo, el 29 de octubre de 2022, United volvió a suspender el servicio a JFK.

#### Terminal 8

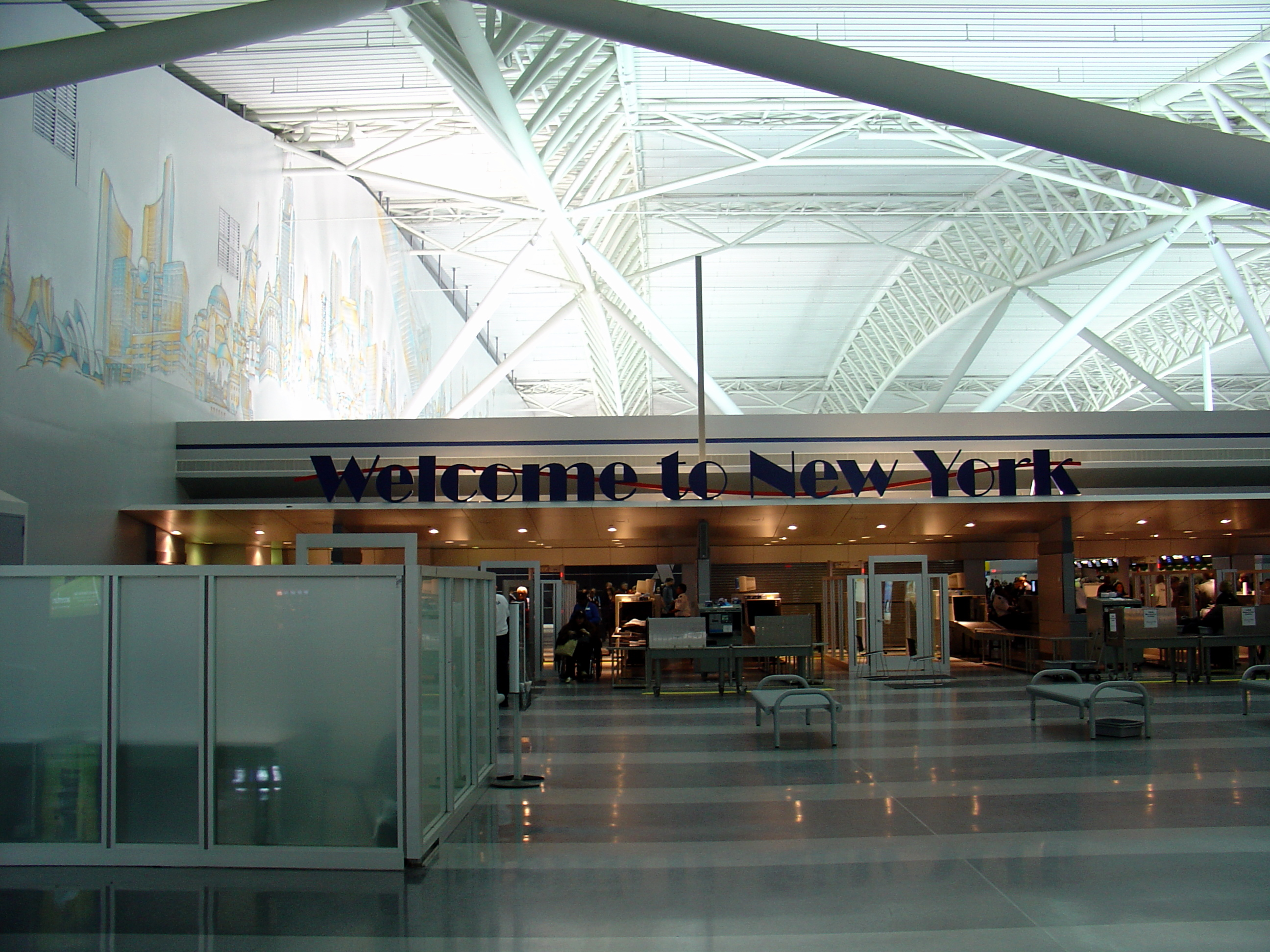
Dentro del control de seguridad de la Terminal 8.

La Terminal 8 es un centro importante de Oneworld con American operando su centro aquí. En 1999, American Airlines inició un programa de ocho años para construir la terminal de pasajeros más grande en JFK, diseñada por DMJM Aviation para reemplazar tanto la Terminal 8 como la Terminal 9. La nueva terminal se construyó en cuatro fases, lo que implicó la construcción de una nueva sala intermedia y la demolición de las antiguas Terminales 8 y 9. Fue construida por etapas entre 2005 y su inauguración oficial fue en agosto de 2007. American Airlines, la tercera aerolínea más grande en JFK, administra la Terminal 8 y es la aerolínea más grande en la terminal. Otras aerolíneas de Oneworld que operan desde la Terminal 8 incluyen British Airways, Cathay Pacific, Finnair, Iberia, Qatar Airways y Royal Jordanian. La aerolínea de Star Alliance, Ethiopian Airlines, y la aerolínea que no pertenece a ninguna alianza, China Southern Airlines también utiliza la terminal.
British Airways comenzó a operar algunos vuelos desde la Terminal 8 el 17 de noviembre de 2022, mientras que todos los vuelos se trasladaron desde la Terminal 7 el 1 de diciembre de 2022. Iberia también se mudó a la Terminal 8 el 1 de diciembre y Japan Airlines planea mudarse a la terminal en mayo de 2023.
El 7 de enero de 2020, la construcción comenzó a expandir y mejorar la Terminal 8. La construcción se completó en 2022. Esta construcción es la primera fase de un plan general para renovar el aeropuerto JFK.
La terminal tiene el doble del tamaño del Madison Square Garden. Ofrece docenas de tiendas minoristas y de alimentos, 84 mostradores de boletos, 44 quioscos de autoservicio, diez carriles de control de seguridad y una instalación de Aduanas y Protección Fronteriza de EE. UU. que puede procesar a más de 1600 personas por hora. La Terminal 8 tiene una capacidad anual de 12.8 millones de pasajeros. Tiene un American Airlines Admirals Club y tres salones para pasajeros de primera clase y viajeros frecuentes (salas Greenwich, Soho y Chelsea).
La Terminal 8 tiene 31 puertas: 14 puertas en la Sala B (1–8, 10, 12, 14, 16, 18 y 20) y 17 puertas en la Sala C (31–47). El acceso de pasajeros hacia y desde la Sala C se realiza mediante un túnel que incluye pasarelas móviles.

## Aerolíneas y destinos

### Destinos nacionales
| Aerolíneas           | Destinos |
| -------------------- | --- |
| Alaska Airlines      | Portland (OR), San Diego, San Francisco, Seattle/Tacoma Estacional: Anchorage, Palm Springs |
| American Airlines    | Austin, Charlotte, Chicago-O'Hare, Dallas/Fort Worth, Las Vegas, Los Ángeles, Miami, Orange County, Phoenix-Sky Harbor, San Francisco Estacional: Eagle/Vail |
| American Eagle       | Boston, Cincinnati, Cleveland, Columbus–Glenn, Indianápolis, Nashville, Norfolk, Pittsburgh, Raleigh/Durham, Washington-National |
| Cape Air             | Saranac Lake/Lake Placid Estacional: Hyannis, Martha's Vineyard, Nantucket |
| Delta Air Lines      | Atlanta, Austin, Boston, Dallas/Fort Worth, Denver, Detroit, Fort Lauderdale, Fort Myers, Honolulu, Houston–Intercontinental (inicia el 8 de septiembre de 2025), Las Vegas, Los Ángeles, Miami, Mineápolis/St. Paul, Nueva Orleans, Orlando, Phoenix-Sky Harbor, Portland (OR), Salt Lake City, San Antonio, San Diego, San Francisco, Seattle/Tacoma, Tampa, West Palm Beach Estacional: Eagle/Vail (inicia el 20 de diciembre de 2025), Palm Springs |
| Delta Connection     | Bangor, Boston, Búfalo, Burlington (VT), Charleston (SC), Charlotte, Chicago-O'Hare, Cincinnati, Cleveland, Columbus–Glenn, Detroit, Indianápolis, Ithaca, Jacksonville (FL), Kansas City, Milwaukee, Nashville, Norfolk, Pittsburgh, Portland (ME), Raleigh/Durham, Richmond, Rochester NY, Savannah, Siracusa, Washington-Dulles, Washington-National Estacional: Martha's Vineyard, Memphis (inicia el 8 de septiembre de 2025), Nantucket, San Luis (inicia el 8 de septiembre de 2025), Sarasota (inicia el 20 de diciembre de 2025) |
| Frontier Airlines    | Atlanta, Chicago–O'Hare (inicia el 8 de octubre de 2025), Dallas/Fort Worth, Denver (inicia el 8 de octubre de 2025), Las Vegas, Los Ángeles, Miami, Orlando, Tampa |
| Hawaiian Airlines    | Honolulu |
| JetBlue Airways      | Atlanta, Boston, Búfalo, Charleston (SC), Chicago-O'Hare, Daytona Beach (reinicia el 4 de diciembre de 2025), Denver, Detroit, Fort Lauderdale, Fort Myers, Hartford, Jacksonville (FL), Las Vegas, Los Ángeles, Nashville, Nueva Orleans, Orlando, Phoenix-Sky Harbor, Pittsburgh, Providence, Raleigh/Durham, Rochester (NY), Salt Lake City, San Diego, San Francisco, Sarasota, Savannah, Siracusa, Tampa, Vero Beach (inicia el 11 de diciembre de 2025), Washington–National, West Palm Beach Estacional: Albuquerque, Bozeman, Burbank, Hyannis, Mánchester (NH) (finaliza el 3 de septiembre de 2025), Martha's Vineyard, Nantucket, Ontario, Portland (ME), Reno/Tahoe, Sacramento, Seattle/Tacoma |
| Sun Country Airlines | Estacional: Mineápolis/St. Paul |

### Destinos internacionales
| Ciudades por países                  | Nombre del aeropuerto                                     | Aerolíneas |              |              |              |
| Norteamérica                         | Norteamérica                                              | Norteamérica | Norteamérica | Norteamérica | Norteamérica |
| ------------------------------------ | --------------------------------------------------------- | --- | ------------ | ------------ | ------------ |
| Canadá                               |                                                           | |              |              |              |
| Calgary                              | Aeropuerto Internacional de Calgary                       | WestJet |              |              |              |
| Montreal                             | Aeropuerto Internacional Pierre Elliott Trudeau           | Air Canada Express                                                                                                  |              |              |              |
| Toronto                              | Aeropuerto Internacional Toronto Pearson                  | Air Canada Express / American Eagle / Delta Connection / Flair Airlines (Estacional)                                |              |              |              |
| Vancouver                            | Aeropuerto Internacional de Vancouver                     | JetBlue Airways |              |              |              |
| México                               |                                                           | |              |              |              |
| Cancún                               | Aeropuerto Internacional de Cancún                        | American Airlines / Delta Air Lines / JetBlue Airways                                                               |              |              |              |
| Ciudad de México                     | Aeropuerto Internacional de la Ciudad de México           | Aeroméxico / American Airlines / Delta Air Lines / Viva                                                             |              |              |              |
| Monterrey                            | Aeropuerto Internacional de Monterrey                     | Aeroméxico (Estacional)                                                                                             |              |              |              |
| Puerto Vallarta                      | Aeropuerto Internacional de Puerto Vallarta               | Alaska Airlines (Estacional)                                                                                        |              |              |              |
| San José del Cabo                    | Aeropuerto Internacional de Los Cabos                     | American Airlines (Estacional) / Delta Air Lines (Estacional) / JetBlue Airways                                     |              |              |              |
| Tulum                                | Aeropuerto Internacional de Tulum                         | JetBlue Airways (Estacional)                                                                                        |              |              |              |
| Centroamérica y El Caribe            |                                                           | |              |              |              |
| Antigua y Barbuda                    |                                                           | |              |              |              |
| Saint John                           | Aeropuerto Internacional V. C. Bird                       | American Airlines / Delta Air Lines (Estacional) / JetBlue Airways                                                  |              |              |              |
| Aruba                                |                                                           | |              |              |              |
| Oranjestad                           | Aeropuerto Internacional Reina Beatrix                    | Delta Air Lines / JetBlue Airways                                                                                   |              |              |              |
| Bahamas                              |                                                           | |              |              |              |
| Nasáu                                | Aeropuerto Internacional Lynden Pindling                  | Delta Air Lines / JetBlue Airways                                                                                   |              |              |              |
| Belice                               |                                                           | |              |              |              |
| Ciudad de Belice                     | Aeropuerto Internacional Philip S. W. Goldson             | JetBlue Airways |              |              |              |
| Barbados                             |                                                           | |              |              |              |
| Bridgetown                           | Aeropuerto Internacional Grantley Adams                   | . American Airlines (Estacional) / Delta Air Lines / JetBlue Airways                                                |              |              |              |
| Bermudas                             |                                                           | |              |              |              |
| Hamilton                             | Aeropuerto Internacional L.F. Wade                        | American Airlines / Delta Air Lines / JetBlue Airways                                                               |              |              |              |
| Caribe Neerlandés                    |                                                           | |              |              |              |
| Kralendijk                           | Aeropuerto Internacional Flamingo                         | JetBlue Airways |              |              |              |
| Costa Rica                           |                                                           | |              |              |              |
| Liberia                              | Aeropuerto de Guanacaste                                  | JetBlue Airways |              |              |              |
| San José                             | Aeropuerto Internacional Juan Santamaría                  | Avianca Costa Rica / JetBlue Airways                                                                                |              |              |              |
| Cuba                                 |                                                           | |              |              |              |
| La Habana                            | Aeropuerto Internacional José Martí                       | JetBlue Airways |              |              |              |
| Curazao                              |                                                           | |              |              |              |
| Willemstad                           | Aeropuerto Internacional Hato                             | JetBlue Airways |              |              |              |
| El Salvador                          |                                                           | |              |              |              |
| San Salvador                         | Aeropuerto Internacional de El Salvador                   | Avianca El Salvador / Delta Air Lines                                                                               |              |              |              |
| Granada                              |                                                           | |              |              |              |
| Saint George                         | Aeropuerto Internacional Maurice Bishop                   | American Airlines (Estacional) / JetBlue Airways                                                                    |              |              |              |
| Guadalupe                            |                                                           | |              |              |              |
| Pointe-à-Pitre                       | Aeropuerto Internacional de Pointe-à-Pitre                | Air France / JetBlue Airways                                                                                        |              |              |              |
| Guatemala                            |                                                           | |              |              |              |
| Ciudad de Guatemala                  | Aeropuerto Internacional La Aurora                        | Avianca El Salvador / JetBlue Airways                                                                               |              |              |              |
| Haití                                |                                                           | |              |              |              |
| Puerto Príncipe                      | Aeropuerto Internacional Toussaint Louverture             | JetBlue Airways |              |              |              |
| Honduras                             |                                                           | |              |              |              |
| San Pedro Sula                       | Aeropuerto Internacional Ramón Villeda Morales            | Avianca Costa Rica (Estacional) / JetBlue Airways                                                                   |              |              |              |
| Islas Caimán                         |                                                           | |              |              |              |
| George Town                          | Aeropuerto Internacional Owen Roberts                     | Cayman Airways / Delta Air Lines (inicia el 3 de diciembre de 2025) / JetBlue Airways                               |              |              |              |
| Islas Turcas y Caicos                |                                                           | |              |              |              |
| Providenciales                       | Aeropuerto Internacional de Providenciales                | American Airlines / Delta Air Lines (Estacional) / JetBlue Airways                                                  |              |              |              |
| Islas Vírgenes de los Estados Unidos |                                                           | |              |              |              |
| Santo Tomás                          | Aeropuerto Internacional Cyril E. King                    | American Airlines / Delta Air Lines (Estacional) / JetBlue Airways                                                  |              |              |              |
| Jamaica                              |                                                           | |              |              |              |
| Kingston                             | Aeropuerto Internacional Norman Manley                    | Caribbean Airlines / Delta Air Lines / JetBlue Airways                                                              |              |              |              |
| Montego Bay                          | Aeropuerto Internacional Sir Donald Sangster              | American Airlines / Caribbean Airlines / Delta Air Lines / JetBlue Airways                                          |              |              |              |
| Panamá                               |                                                           | |              |              |              |
| Ciudad de Panamá                     | Aeropuerto Internacional de Tocumen                       | Copa Airlines |              |              |              |
| Puerto Rico                          |                                                           | |              |              |              |
| Aguadilla                            | Aeropuerto Internacional Rafael Hernández                 | JetBlue Airways |              |              |              |
| San Juan                             | Aeropuerto Internacional Luis Muñoz Marín                 | Delta Air Lines / Frontier Airlines / JetBlue Airways                                                               |              |              |              |
| República Dominicana                 |                                                           | |              |              |              |
| Puerto Plata                         | Aeropuerto Internacional Gregorio Luperón                 | JetBlue Airways |              |              |              |
| Punta Cana                           | Aeropuerto Internacional de Punta Cana                    | American Airlines (Estacional) / Delta Air Lines / JetBlue Airways                                                  |              |              |              |
| Santiago de los Caballeros           | Aeropuerto Internacional del Cibao                        | Delta Air Lines / JetBlue Airways                                                                                   |              |              |              |
| Santo Domingo                        | Aeropuerto Internacional Las Américas                     | Delta Air Lines / JetBlue Airways                                                                                   |              |              |              |
| San Cristóbal y Nieves               |                                                           | |              |              |              |
| Basseterre                           | Aeropuerto Internacional Robert L. Bradshaw               | American Airlines (Estacional) / Delta Air Lines (Estacional) / JetBlue Airways                                     |              |              |              |
| San Martín                           |                                                           | |              |              |              |
| Philipsburg                          | Aeropuerto Internacional Princesa Juliana                 | American Airlines (Estacional) / Delta Air Lines / JetBlue Airways                                                  |              |              |              |
| San Vicente y las Granadinas         |                                                           | |              |              |              |
| Kingstown                            | Aeropuerto Internacional de Argyle                        | American Airlines (Estacional) / Caribbean Airlines / JetBlue Airways                                               |              |              |              |
| Santa Lucía                          |                                                           | |              |              |              |
| Castries                             | Aeropuerto Internacional Hewanorra                        | American Airlines (Estacional) / JetBlue Airways                                                                    |              |              |              |
| Trinidad y Tobago                    |                                                           | |              |              |              |
| Puerto España                        | Aeropuerto Internacional de Piarco                        | Caribbean Airlines / JetBlue Airways                                                                                |              |              |              |
| Tobago                               | Aeropuerto Internacional Arturo Napoleón Raymond Robinson | Caribbean Airlines                                                                                                  |              |              |              |
| Sudamérica                           |                                                           | |              |              |              |
| Argentina                            |                                                           | |              |              |              |
| Buenos Aires                         | Aeropuerto Internacional Ministro Pistarini               | American Airlines / Delta Air Lines (Estacional)                                                                    |              |              |              |
| Brasil                               |                                                           | |              |              |              |
| Río de Janeiro                       | Aeropuerto Internacional de Galeão                        | American Airlines / Delta Air Lines (Estacional)                                                                    |              |              |              |
| São Paulo                            | Aeropuerto Internacional de São Paulo-Guarulhos           | American Airlines / Delta Air Lines / LATAM Brasil                                                                  |              |              |              |
| Chile                                |                                                           | |              |              |              |
| Santiago de Chile                    | Aeropuerto Internacional Arturo Merino Benítez            | LATAM Chile |              |              |              |
| Colombia                             |                                                           | |              |              |              |
| Bogotá                               | Aeropuerto Internacional El Dorado                        | Avianca |              |              |              |
| Cali                                 | Aeropuerto Internacional Alfonso Bonilla Aragón           | Avianca |              |              |              |
| Cartagena                            | Aeropuerto Internacional Rafael Núñez                     | Avianca / JetBlue Airways                                                                                           |              |              |              |
| Medellín                             | Aeropuerto Internacional José María Córdova               | Avianca |              |              |              |
| Pereira                              | Aeropuerto Internacional Matecaña                         | Avianca |              |              |              |
| Ecuador                              |                                                           | |              |              |              |
| Guayaquil                            | Aeropuerto Internacional José Joaquín de Olmedo           | Avianca Ecuador / JetBlue Airways / LATAM Ecaudor (reinicia el 1 de diciembre de 2025)                              |              |              |              |
| Quito                                | Aeropuerto Internacional Mariscal Sucre                   | Avianca Ecuador |              |              |              |
| Guyana                               |                                                           | |              |              |              |
| Georgetown                           | Aeropuerto Internacional Cheddi Jagan                     | American Airlines / Caribbean Airlines / JetBlue Airways                                                            |              |              |              |
| Perú                                 |                                                           | |              |              |              |
| Lima                                 | Aeropuerto Internacional Jorge Chávez                     | LATAM Perú |              |              |              |
| Europa                               |                                                           | |              |              |              |
| Alemania                             |                                                           | |              |              |              |
| Berlín                               | Aeropuerto de Berlín-Brandeburgo Willy Brandt             | Delta Air Lines (Estacional) / Norse Atlantic Airways                                                               |              |              |              |
| Fráncfort                            | Aeropuerto de Fráncfort del Meno                          | Condor / Delta Air Lines / Lufthansa / Singapore Airlines                                                           |              |              |              |
| Múnich                               | Aeropuerto Internacional de Múnich-Franz Josef Strauss    | Delta Air Lines (Estacional) / Lufthansa                                                                            |              |              |              |
| Austria                              |                                                           | |              |              |              |
| Viena                                | Aeropuerto de Viena-Schwechat                             | Austrian Airlines                                                                                                   |              |              |              |
| Bélgica                              |                                                           | |              |              |              |
| Bruselas                             | Aeropuerto de Bruselas                                    | Brussels Airlines / Delta Air Lines                                                                                 |              |              |              |
| Dinamarca                            |                                                           | |              |              |              |
| Copenhague                           | Aeropuerto de Copenhague-Kastrup                          | Delta Air Lines (Estacional) / Scandinavian Airlines                                                                |              |              |              |
| España                               |                                                           | |              |              |              |
| Barcelona                            | Aeropuerto Josep Tarradellas Barcelona-El Prat            | American Airlines / Delta Air Lines / Level                                                                         |              |              |              |
| Madrid                               | Aeropuerto Adolfo Suárez Madrid-Barajas                   | Air Europa / American Airlines / Delta Air Lines / Iberia                                                           |              |              |              |
| Finlandia                            |                                                           | |              |              |              |
| Helsinki                             | Aeropuerto de Helsinki-Vantaa                             | Finnair |              |              |              |
| Francia                              |                                                           | |              |              |              |
| Niza                                 | Aeropuerto Internacional de Niza-Costa Azul               | Delta Air Lines (Estacional)                                                                                        |              |              |              |
| París                                | Aeropuerto de París-Charles de Gaulle                     | Air France / American Airlines / Delta Air Lines / JetBlue Airways / Norse Atlantic Airways                         |              |              |              |
| Grecia                               |                                                           | |              |              |              |
| Atenas                               | Aeropuerto Internacional Eleftherios Venizelos            | American Airlines (Estacional) / Delta Air Lines / Norse Atlantic Airways                                           |              |              |              |
| Irlanda                              |                                                           | |              |              |              |
| Dublín                               | Aeropuerto de Dublín                                      | Aer Lingus / Delta Air Lines / JetBlue Airways (Estacional)                                                         |              |              |              |
| Shannon                              | Aeropuerto Internacional de Shannon                       | Aer Lingus / Delta Air Lines (Estacional)                                                                           |              |              |              |
| Islandia                             |                                                           | |              |              |              |
| Reikiavik                            | Aeropuerto Internacional de Keflavík                      | Delta Air Lines (Estacional) / Icelandair                                                                           |              |              |              |
| Italia                               |                                                           | |              |              |              |
| Bari                                 | Aeropuerto de Bari-Palese                                 | Neos (Estacional)                                                                                                   |              |              |              |
| Catania                              | Aeropuerto de Catania-Fontanarossa                        | Delta Air Lines (Estacional)                                                                                        |              |              |              |
| Milán                                | Aeropuerto de Milán-Malpensa                              | American Airlines / Delta Air Lines / Emirates / Neos                                                               |              |              |              |
| Nápoles                              | Aeropuerto de Nápoles-Capodichino                         | Delta Air Lines (Estacional)                                                                                        |              |              |              |
| Palermo                              | Aeropuerto de Palermo-Punta Raisi                         | Neos (Estacional)                                                                                                   |              |              |              |
| Roma                                 | Aeropuerto de Roma-Fiumicino                              | American Airlines (Estacional) / Delta Air Lines / ITA Airways / Norse Atlantic Airways                             |              |              |              |
| Venecia                              | Aeropuerto Internacional Marco Polo                       | Delta Air Lines |              |              |              |
| Noruega                              |                                                           | |              |              |              |
| Oslo                                 | Aeropuerto de Oslo-Gardermoen                             | Norse Atlantic Airways / Scandinavian Airlines (Estacional)                                                         |              |              |              |
| Países Bajos                         |                                                           | |              |              |              |
| Ámsterdam                            | Aeropuerto de Ámsterdam-Schiphol                          | Delta Air Lines / JetBlue Airways / KLM                                                                             |              |              |              |
| Polonia                              |                                                           | |              |              |              |
| Varsovia                             | Aeropuerto de Varsovia-Chopin                             | LOT Polish Airlines                                                                                                 |              |              |              |
| Portugal                             |                                                           | |              |              |              |
| Funchal                              | Aeropuerto de Madeira                                     | SATA Air Açores |              |              |              |
| Lisboa                               | Aeropuerto de Lisboa                                      | Delta Air Lines / TAP Portugal                                                                                      |              |              |              |
| Oporto                               | Aeropuerto de Oporto-Francisco Sá Carneiro                | SATA Air Açores |              |              |              |
| Ponta Delgada                        | Aeropuerto Juan Pablo II                                  | SATA Air Açores |              |              |              |
| Terceira                             | Aeropuerto de Lajes                                       | SATA Air Açores (Estacional)                                                                                        |              |              |              |
| Reino Unido                          |                                                           | |              |              |              |
| Edimburgo                            | Aeropuerto de Edimburgo                                   | Delta Air Lines / JetBlue Airways (Estacional)                                                                      |              |              |              |
| Londres                              | Aeropuerto de Londres-Heathrow                            | American Airlines / British Airways / Delta Air Lines / JetBlue Airways / Virgin Atlantic                           |              |              |              |
| Londres                              | Aeropuerto de Londres-Gatwick                             | British Airways (Estacional) / Delta Air Lines (Estacional) / JetBlue Airways (Estacional) / Norse Atlantic Airways |              |              |              |
| Mánchester                           | Aeropuerto de Mánchester                                  | Aer Lingus / Virgin Atlantic                                                                                        |              |              |              |
| República Checa                      |                                                           | |              |              |              |
| Praga                                | Aeropuerto de Praga                                       | Delta Air Lines (Estacional)                                                                                        |              |              |              |
| Rumania                              |                                                           | |              |              |              |
| Bucarest                             | Aeropuerto Internacional de Bucarest-Henri Coandă         | HiSky |              |              |              |
| Serbia                               |                                                           | |              |              |              |
| Belgrado                             | Aeropuerto de Belgrado-Nikola Tesla                       | Air Serbia |              |              |              |
| Suecia                               |                                                           | |              |              |              |
| Estocolmo                            | Aeropuerto de Estocolmo-Arlanda                           | Delta Air Lines (Estacional)                                                                                        |              |              |              |
| Suiza                                |                                                           | |              |              |              |
| Ginebra                              | Aeropuerto Internacional de Ginebra                       | Delta Air Lines (Estacional) / Swiss International Airlines                                                         |              |              |              |
| Zúrich                               | Aeropuerto Internacional de Zúrich                        | Delta Air Lines / Swiss International Airlines                                                                      |              |              |              |
| Turquía                              |                                                           | |              |              |              |
| Estambul                             | Aeropuerto de Estambul                                    | Turkish Airlines |              |              |              |
| África                               |                                                           | |              |              |              |
| Costa de Marfil                      |                                                           | |              |              |              |
| Abiyán                               | Aeropuerto Port Bouet                                     | Ethiopian Airlines                                                                                                  |              |              |              |
| Egipto                               |                                                           | |              |              |              |
| El Cairo                             | Aeropuerto Internacional de El Cairo                      | Egyptair |              |              |              |
| Etiopía                              |                                                           | |              |              |              |
| Addis Ababa                          | Aeropuerto Internacional Bole                             | Ethiopian Airlines                                                                                                  |              |              |              |
| Ghana                                |                                                           | |              |              |              |
| Acra                                 | Aeropuerto Internacional de Kotoka                        | Delta Air Lines |              |              |              |
| Kenia                                |                                                           | |              |              |              |
| Nairobi                              | Aeropuerto Internacional Jomo Kenyatta                    | Kenya Airways |              |              |              |
| Marruecos                            |                                                           | |              |              |              |
| Casablanca                           | Aeropuerto Internacional Mohammed V                       | Royal Air Maroc |              |              |              |
| Nigeria                              |                                                           | |              |              |              |
| Lagos                                | Aeropuerto Internacional Murtala Muhammed                 | Delta Air Lines |              |              |              |
| Senegal                              |                                                           | |              |              |              |
| Dakar                                | Aeropuerto Internacional Blaise Diagne                    | Delta Air Lines |              |              |              |
| Togo                                 |                                                           | |              |              |              |
| Lomé                                 | Aeropuerto de Lomé-Tokoin                                 | Ethiopian Airlines                                                                                                  |              |              |              |
| Asia                                 |                                                           | |              |              |              |
| Arabia Saudita                       |                                                           | |              |              |              |
| Riad                                 | Aeropuerto Internacional Rey Khalid                       | Saudia |              |              |              |
| Yida                                 | Aeropuerto Internacional Rey Abdulaziz                    | Saudia |              |              |              |
| Brunéi                               |                                                           | |              |              |              |
| Manama                               | Aeropuerto Internacional de Baréin                        | Gulf Air (inicia el 1 de octubre de 2025)                                                                           |              |              |              |
| Catar                                |                                                           | |              |              |              |
| Doha                                 | Aeropuerto Internacional Hamad                            | Qatar Airways |              |              |              |
| China                                |                                                           | |              |              |              |
| Cantón                               | Aeropuerto Internacional de Cantón-Baiyun                 | China Southern Airlines                                                                                             |              |              |              |
| Fuzhou                               | Aeropuerto Internacional de Fuzhou-Changle                | Xiamen Air |              |              |              |
| Pekín                                | Aeropuerto Internacional de Pekín-Capital                 | Air China |              |              |              |
| Shanghái                             | Aeropuerto Internacional de Shanghái-Pudong               | China Eastern Airlines                                                                                              |              |              |              |
| Corea del Sur                        |                                                           | |              |              |              |
| Seúl                                 | Aeropuerto Internacional de Incheon                       | Asiana Airlines / Korean Air                                                                                        |              |              |              |
| EAU                                  |                                                           | |              |              |              |
| Abu Dabi                             | Aeropuerto Internacional de Abu Dabi                      | Etihad Airways |              |              |              |
| Dubái                                | Aeropuerto Internacional de Dubái                         | Emirates |              |              |              |
| Filipinas                            |                                                           | |              |              |              |
| Manila                               | Aeropuerto Internacional Ninoy Aquino                     | Philippine Airlines                                                                                                 |              |              |              |
| Hong Kong                            |                                                           | |              |              |              |
| Hong Kong                            | Aeropuerto Internacional de Hong Kong                     | Cathay Pacific |              |              |              |
| India                                |                                                           | |              |              |              |
| Bombay                               | Aeropuerto Internacional Chhatrapati Shivaji              | Air India |              |              |              |
| Nueva Delhi                          | Aeropuerto Internacional Indira Gandhi                    | Air India / American Airlines                                                                                       |              |              |              |
| Israel                               |                                                           | |              |              |              |
| Tel Aviv                             | Aeropuerto Internacional Ben Gurión                       | American Airlines / Arkia / Delta Air Lines / El Al                                                                 |              |              |              |
| Japón                                |                                                           | |              |              |              |
| Tokio                                | Aeropuerto Internacional de Haneda                        | All Nippon Airways / American Airlines / Japan Airlines                                                             |              |              |              |
| Jordania                             |                                                           | |              |              |              |
| Amán                                 | Aeropuerto Internacional de la Reina Alia                 | Royal Jordanian |              |              |              |
| Kuwait                               |                                                           | |              |              |              |
| Ciudad de Kuwait                     | Aeropuerto Internacional de Kuwait                        | Kuwait Airways |              |              |              |
| República de China                   |                                                           | |              |              |              |
| Taipéi                               | Aeropuerto Internacional de Taiwán Taoyuan                | China Airlines / EVA Air                                                                                            |              |              |              |
| Singapur                             |                                                           | |              |              |              |
| Singapur                             | Aeropuerto Internacional de Singapur                      | Singapore Airlines                                                                                                  |              |              |              |
| Uzbekistán                           |                                                           | |              |              |              |
| Taskent                              | Aeropuerto Internacional de Taskent                       | Uzbekistan Airways                                                                                                  |              |              |              |
| Oceanía                              |                                                           | |              |              |              |
| Australia                            |                                                           | |              |              |              |
| Sídney                               | Aeropuerto Internacional Kingsford Smith                  | Qantas |              |              |              |
| Nueva Zelanda                        |                                                           | |              |              |              |
| Auckland                             | Aeropuerto Internacional de Auckland                      | Air New Zealand / Qantas                                                                                            |              |              |              |

### Carga
| Aerolíneas             | Destinos |
| ---------------------- | --- |
| AeroLogic              | Fráncfort |
| Air China Cargo        | Anchorage, Shanghái–Pudong |
| Amazon Air             | Cincinnati, Fort Worth |
| Asiana Airlines Cargo  | Anchorage, Seúl–Incheon |
| ASL Airlines Belgium   | Lieja |
| Atlas Air              | Anchorage, Chicago–O'Hare, Halifax, Hangzhou, Los Ángeles, Quito                                                              |
| Avianca Cargo          | San Salvador |
| Cargolux               | Chicago–O'Hare, Ciudad de México–AIFA, Guadalajara, Houston–Intercontinental, Indianápolis, Los Ángeles, Luxemburgo, Toulouse |
| Cathay Pacific Cargo   | Anchorage, Chicago–O'Hare, Hong Kong, Toronto–Pearson                                                                         |
| Challenge Airlines IL  | Lieja, Tel Aviv |
| Challenge Airlines SA  | Lieja |
| China Airlines Cargo   | Anchorage, Taipéi–Taoyuan |
| China Cargo Airlines   | Seattle/Tacoma, Shanghái–Pudong                                                                                               |
| China Southern Cargo   | Anchorage, Cantón |
| DHL Aviation           | Anchorage, Chicago–O'Hare, Cincinnati, East Midlands, Leipzig/Halle                                                           |
| Emirates SkyCargo      | Chicago–O'Hare, Dubái–Al Maktoum, Maastricht/Aachen                                                                           |
| EVA Air Cargo          | Anchorage, Taipéi–Taoyuan |
| FedEx Express          | Indianápolis, Memphis |
| Kalitta Air            | Ámsterdam |
| Korean Air Cargo       | Anchorage, Miami, Seúl–Incheon, Shanghái–Pudong, Toronto–Pearson                                                              |
| MNG Airlines           | Estambul, Lieja, Toronto–Pearson                                                                                              |
| Nippon Cargo Airlines  | Anchorage, Chicago–O'Hare, Tokio–Narita                                                                                       |
| Qantas Freight         | Anchorage, Chongqing, Shanghái–Pudong                                                                                         |
| Qatar Airways Cargo    | Doha, Halifax, Zaragoza |
| Saudia Cargo           | Yeda |
| SF Airlines            | Anchorage, Ezhou, Hangzhou, Shenzhen                                                                                          |
| Silk Way West Airlines | Bakú |
| Turkish Airlines Cargo | Bogotá, Estambul, Toronto–Pearson, Zaragoza                                                                                   |
| UPS Airlines           | Chicago/Rockford, Filadelfia, Louisville, Orlando Estacional: Hartford                                                        |

## Estadísticas

### Rutas más transitadas

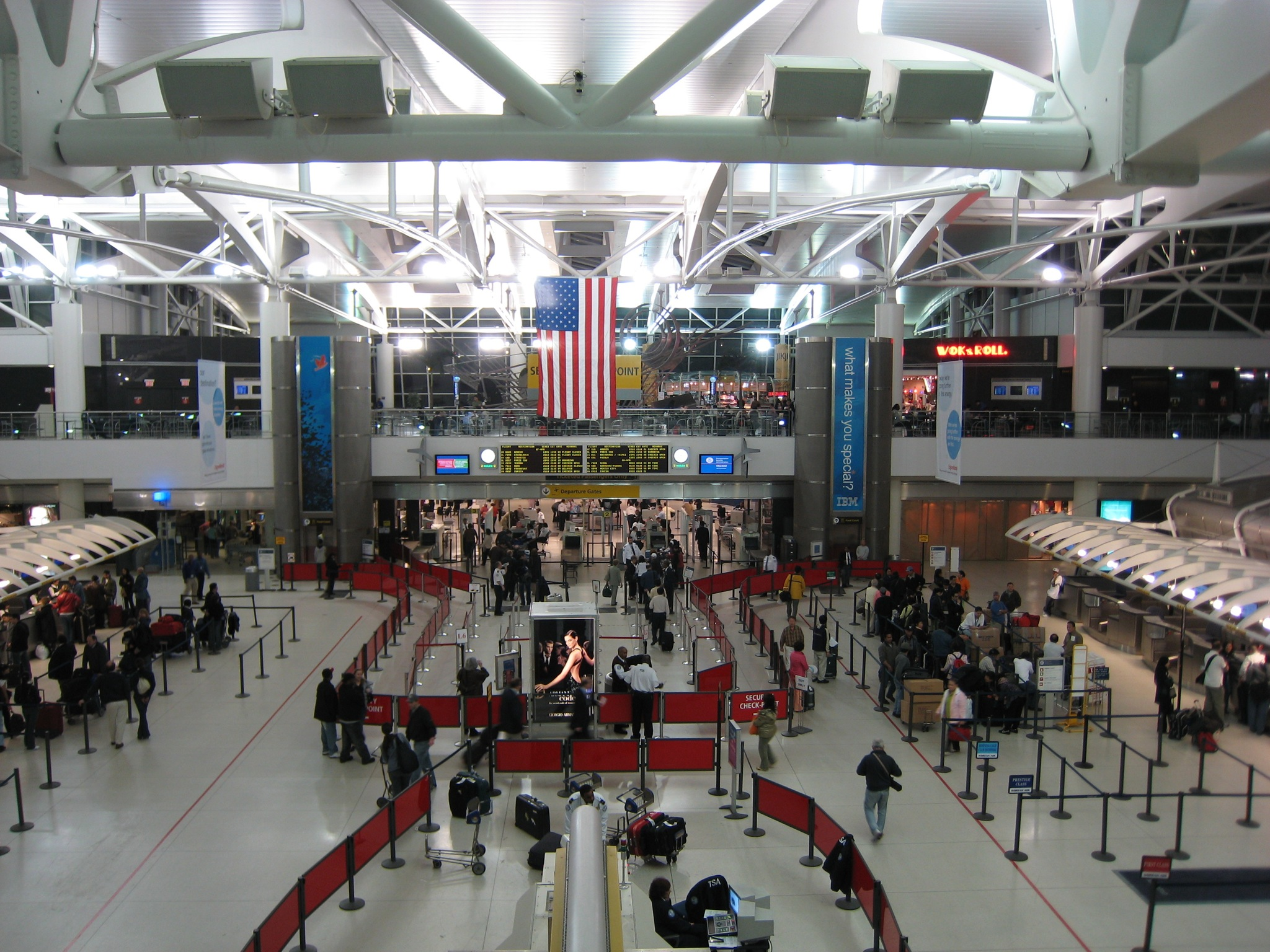
Terminal 1.

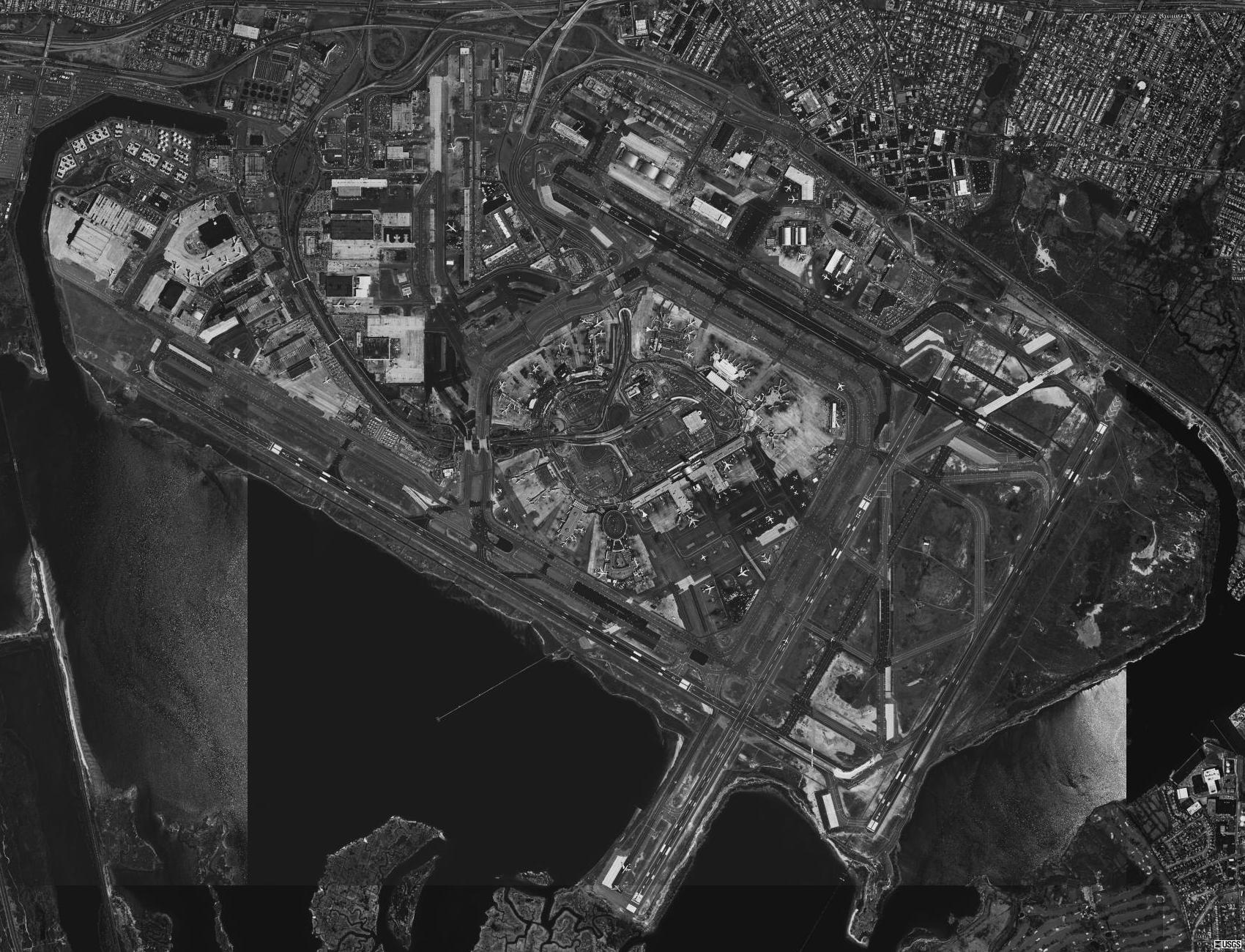
Vista aérea del aeropuerto.

| Número | Ciudad                    | Pasajeros | Aerolínea                                                            |
| ------ | ------------------------- | --------- | -------------------------------------------------------------------- |
| 1      | Los Ángeles, California   | 1,388,000 | Alaska Airlines, American Airlines, Delta Air Lines, JetBlue Airways |
| 2      | San Francisco, California | 890,000   | Alaska Airlines, American Airlines, Delta Air Lines, JetBlue Airways |
| 3      | Miami, Florida            | 815,000   | American Airlines, Delta Air Lines                                   |
| 4      | Orlando, Florida          | 696,000   | Delta Air Lines, JetBlue Airways                                     |
| 5      | San Juan, Puerto Rico     | 587,000   | Delta Air Lines, JetBlue Airways                                     |
| 6      | Fort Lauderdale, Florida  | 575,000   | Delta Air Lines, JetBlue Airways                                     |
| 7      | Atlanta, Georgia          | 517,000   | Delta Air Lines, JetBlue Airways                                     |
| 8      | Las Vegas, Nevada         | 509,000   | American Airlines, Delta Air Lines, JetBlue Airways                  |
| 9      | Seattle, Washington       | 466,000   | Alaska Airlines, Delta Air Lines, JetBlue Airways                    |
| 10     | Phoenix, Arizona          | 420,000   | American Airlines, Delta Air Lines, JetBlue Airways                  |

| Número | Ciudad                                           | Pasajeros | Aerolínea                                                                               |
| ------ | ------------------------------------------------ | --------- | --------------------------------------------------------------------------------------- |
| 1      | Londres, Reino Unido                             | 2,316,480 | American Airlines, British Airways, Delta Air Lines, JetBlue Airways, Virgin Atlantic   |
| 2      | París, Francia                                   | 1,446,607 | Air France, American Airlines, Delta Air Lines, JetBlue Airways, Norse Atlantic Airways |
| 3      | Santiago de los Caballeros, República Dominicana | 893,376   | Delta Air Lines, JetBlue Airways                                                        |
| 4      | Santo Domingo, República Dominicana              | 885,562   | Delta Air Lines, JetBlue Airways                                                        |
| 5      | Madrid, España                                   | 727,206   | Air Europa, American Airlines, Delta Air Lines, Iberia                                  |
| 6      | Ámsterdam, Países Bajos                          | 720,926   | Delta Air Lines, JetBlue Airways, KLM                                                   |
| 7      | Cancún, México                                   | 682,079   | American Airlines, Delta Air Lines, JetBlue Airways                                     |
| 8      | Milán, Italia                                    | 659,283   | American Airlines, Delta Air Lines, Emirates, ITA Airways, Neos                         |
| 9      | Tel Aviv, Israel                                 | 648,989   | American Airlines, Delta Air Lines, El Al                                               |
| 10     | Roma, Italia                                     | 621,483   | American Airlines, Delta Air Lines, ITA Airways, Norse Atlantic Airways                 |

### Tráfico anual
| Año  | Pasajeros  |
| ---- | ---------- |
| 2009 | 45,877,942 |
| 2010 | 46,515,060 |
| 2011 | 47,643,477 |
| 2012 | 49,273,824 |
| 2013 | 50,451,822 |
| 2014 | 53,220,426 |
| 2015 | 56,884,730 |
| 2016 | 59,103,472 |
| 2017 | 59,488,982 |
| 2018 | 61,636,235 |
| 2019 | 62,571,463 |
| 2020 | 16,630,642 |
| 2021 | 30,788,322 |
| 2022 | 55,287,711 |
| 2023 | 62,440,306 |
| 2024 | 63,265,972 |

## Infraestructura y servicios

### Pistas

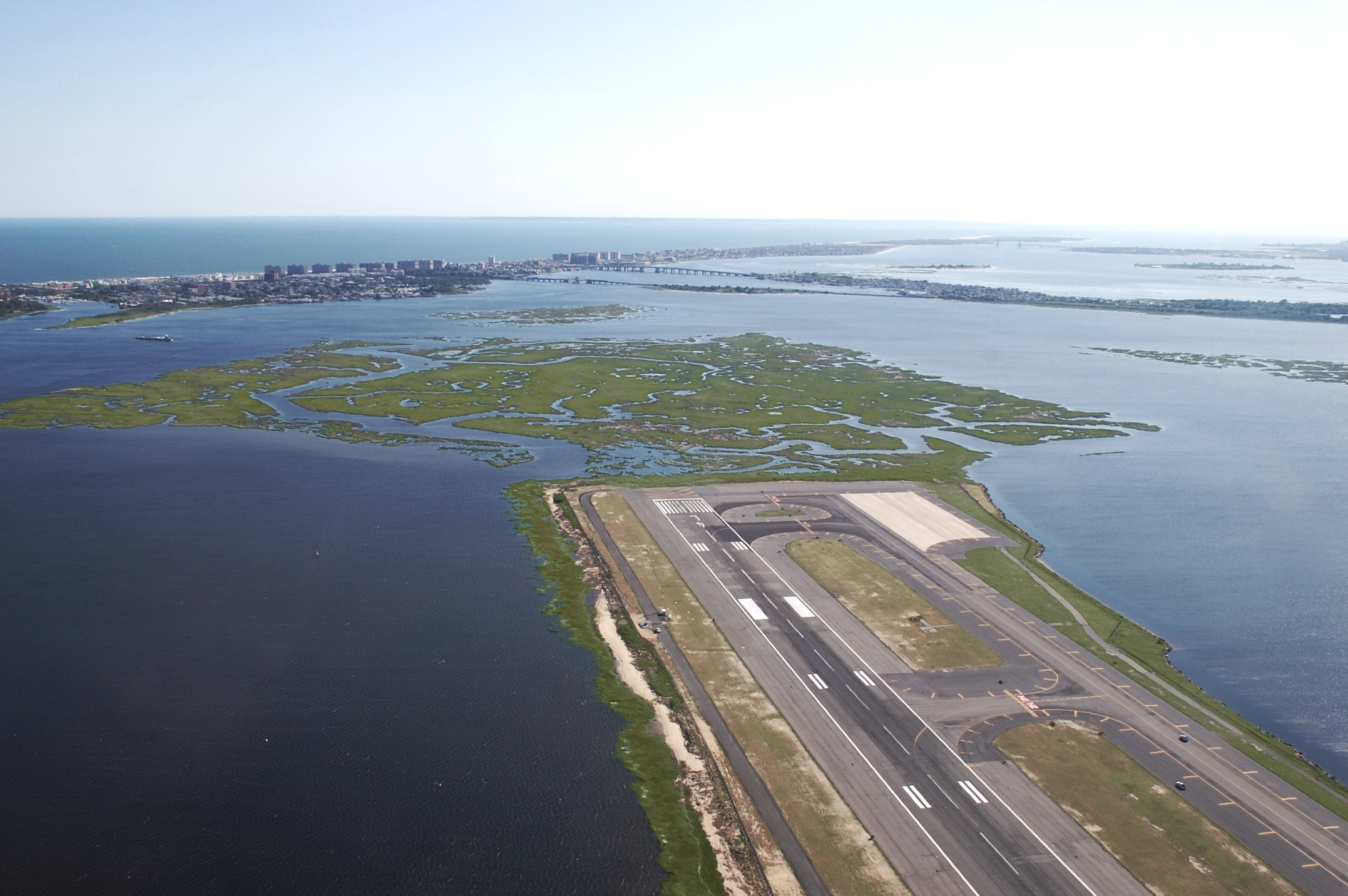
La pista 4L/22R.

Dos pares de pistas paralelas, cuatro en total, las pistas rodean la aérea central de las terminales del aeropuerto, pistas: 4L-22R, 4R-22L, 13L-31R y 13R-31L. La pista 13R-31L es la pista comercial más larga en Norteamérica, con una medida de 4441 metros. La pista 4R-22L tiene 2560 metros de largo y 60,96 de ancha. Los dos finales de la pista están equipados con Sistema Instrumental de Aterrizaje, Sistema de Aterrizaje con intermitentes ordenadas y aluzamiento Touchdown Zone.
La pista 4R es una pista Categoría III A/L ILS, permitiendo aterrizajes con una visibilidad de 189 metros o más por tripulaciones aéreas cualificadas. El primer Sistema Dirigido de Detención en Norteamérica fue instalado en el final de la pista noreste en 1996. La cama consiste de células hechas de un material derivado del cemento, que puede desacelerar o parar el avión con seguridad en caso de que se salga de la pista. El concepto de este sistema fue originado y construido por la Autoridad Portuaria e instalado en el JFK como un proyecto de investigación y desarrollo por la FAA. La pista 22L ILS también es una pista Categoría III. La pista 4L-22R es de 3460 metros de largo y 45 metros de ancho.
Entre finales de 2009 y principios de 2010, la pista 13R/31L fue cerrada para una profunda reparación y ensanchamiento para poder recibir principalmente al nuevo jumbo A380 sin retrasos.

### Transporte aéreo de mercancías
JFK es la entrada de mercancías internacional más ocupada, por el valor de los cargamentos, en el país. En 2003, JFK manejó más del 21% del cargamento internacional de los Estados Unidos. Es uno de los principales aeropuertos en la ruta mercantil entre Estados Unidos y Europa. Londres, Bruselas y Fráncfort del Meno son las tres rutas comerciales superiores. El tipo de mercancía que pasa por JFK está compuesta principalmente de zapatos, materiales para coser, papel y plásticos.
Más de 100 empresas de mercancías operan en JFK, entre ellas: ABX Air, Air France, Alitalia, Asiana, Astar Air Cargo, Atlas Air, Cargo 360, Cargoitalia, Cargolux, China Airlines, Continental Airlines, DHL, Emirates SkyCargo, EVA Air, Evergreen International Airlines, Execaire, FedEx Express, Gemini Air Cargo, Japan Airlines, Kalitta Air, Korean Air, Lufthansa Cargo, Nippon Cargo Airlines, Polar Air Cargo, Prince Edward Air, Singapore Airlines Cargo, United Cargo, UPS, Varig Logística, World Airways y Yantze River Express.
La mayoría de servicios de carga y mantenimiento están localizadas al norte y al oeste del área principal de las terminales. Las siguientes aerolíneas construyeron terminales de carga en JFK: Continental Airlines, Emirates SkyCargo, EVA Air, Evergreen International Airlines, FedEx Express, Japan Airlines, Korean Air, Nippon Cargo Airlines, United Cargo y UPS.
En 2000, Korean Air Cargo abrió una terminal de 102 millones de dólares en el JFK. Es la terminal de mercancías aéreas más grande en la costa este con una aérea total de 16 764 m² y con la capacidad de manejar 200 000 toneladas anuales.

## Acceso al aeropuerto

### Ferrocarril
El JFK está conectado al sistema de metro de Nueva York y a otros sistemas de trenes usando el AirTrain JFK. AirTrain para en todas las terminales, en los estacionamientos de automóviles de alquiler y en dos estaciones del metro. AirTrain JFK es gratis dentro del aeropuerto pero para llegar a las estaciones del metro y afuera del aeropuerto cobran solamente 7.5 $ dólares. La distancia de viaje de JFK a Manhattan se hace aproximadamente en 45 minutos usando AirTrain y el ferrocarril de la estación en Jamaica

### Autobús
Se puede usar el carrilet de Southern Pouthern para desplazamientos desde el mismo pueblo hasta dicho destino.

### Taxi
Los taxis amarillos de la ciudad de Nueva York, que son operados por la Comisión de Taxis y Limusinas de la Ciudad de Nueva York, ofrecen un precio de 52 dólares (septiembre de 2013) de JFK a Manhattan, excluyendo propinas y peajes. Desde el 30 de noviembre de 2006 este precio también se aplicó para viajes de Manhattan a JFK (excluyendo propinas y peajes). Dependiendo en el tiempo del día un viaje de JFK a Manhattan se hace en aproximadamente 25 minutos. Los taxis de Nueva York pueden acomodar a cuatro personas, excluyendo las vans que pueden acomodar a cinco personas.

## Accidentes e incidentes
- El 25 de enero de 1990 el Vuelo 52 de Avianca un Boeing 707-321B que llegó de Bogotá y Medellín, se estrelló en Cove Neck, Long Island, después de una aproximación frustrada a la pista 22I en JFK y posteriormente se quedó sin combustible. 73 pasajeros y la tripulación murieron, mientras que 85 sobrevivieron.[69]
- En 1996 el vuelo 800 de TWA que partió hacia París explotó y se estrelló en el Océano Atlántico, las causas se deben a que el vuelo se retrasó por más de una hora (debido a que había una pieza de equipaje a bordo y supuestamente, su dueño no) y los sistemas de aire acondicionado calentaron el combustible (en el Boeing 747 los packs de aire acondicionado se encuentran debajo del tanque central de combustible(CWT)). Minutos después de despegar, un cortocircuito (el avión era muy viejo) envió una chispa al CWT, provocando la explosión. Existe la teoría potencial de que el avión fue derribado por un misil.
- El 12 de noviembre de 2001, 2 meses después de los atentados del 11 de septiembre un Airbus A300 de American Airlines, el vuelo 587 que se dirigía al Aeropuerto Internacional Las Américas en Santo Domingo, (República Dominicana) se estrelló menos de 2 minutos después de despegar, el accidente se debió a un error del piloto, ya que manipuló bruscamente los controles (que en ese modelo eran muy sensibles) mientras estaban atravesando una turbulencia de estela de un 747 (que había despegado antes), causando el desprendimiento del estabilizador vertical de la cola del avión. La investigación reveló que la maniobra que realizó el piloto era innecesaria.
- En abril de 2011 un Airbus A380 de Air France que se dirigía a París choca con un CRJ-700 de Comair. Este último habría acabado de aterrizar procedente del Aeropuerto Logan de Boston.

## Aeropuertos cercanos
Los aeropuertos más cercanos son:
- Aeropuerto LaGuardia (17 km)
- Aeropuerto de Nueva York Downtown Manhattan H/P (20 km)
- Aeropuerto Internacional Libertad de Newark (33 km)
- Aeropuerto de Nueva York East 34th St Heliport (35 km)
- Aeropuerto del Condado de Westchester (48 km)